# Helen Craig
Helen Craig (San Antonio, 13 maggio 1912 – New York, 20 luglio 1986) è stata un'attrice statunitense.

## Vita privata
Dal 1934 alla morte fu sposata con l'attore John Beal, dal quale ebbe due figli, Theodora Emily e Tandy Johanna.

## Filmografia parziale

### Cinema
- La donna del bandito (They Live by Night), regia di Nicholas Ray (1948)
- La fossa dei serpenti (The Snake Pit), regia di Anatole Litvak (1948)
- The Sporting Club, regia di Larry Peerce (1971)
- Scandalo al ranch (Rancho Deluxe), regia di Frank Perry (1975)
- Gli eroi (Heroes), regia di Jeremy Kagan (1977)

### Televisione
- La leggenda di Lizzie Borden (The Legend of Lizzie Borden), regia di Paul Wendkos – film TV (1975)
- La famiglia Holvak (The Family Holvak) – serie TV, episodio 1x04 (1975)
- Poliziotto di quartiere (The Blue Knight) – serie TV, episodio 1x02 (1975)
- Una famiglia americana (The Waltons) – serie TV, episodio 4x15 (1976)
- Il ricco e il povero (Rich Man, Poor Man) – miniserie TV, 4 episodi (1976)
- La donna bionica (The Bionic Woman) – serie TV, episodio 1x07 (1976)
- I piloti di Spencer (Spencer's Pilots) – serie TV, episodio 1x07 (1976)
- Kojak – serie TV, episodi 3x16-4x17 (1976–1977)